# La Pointe courte

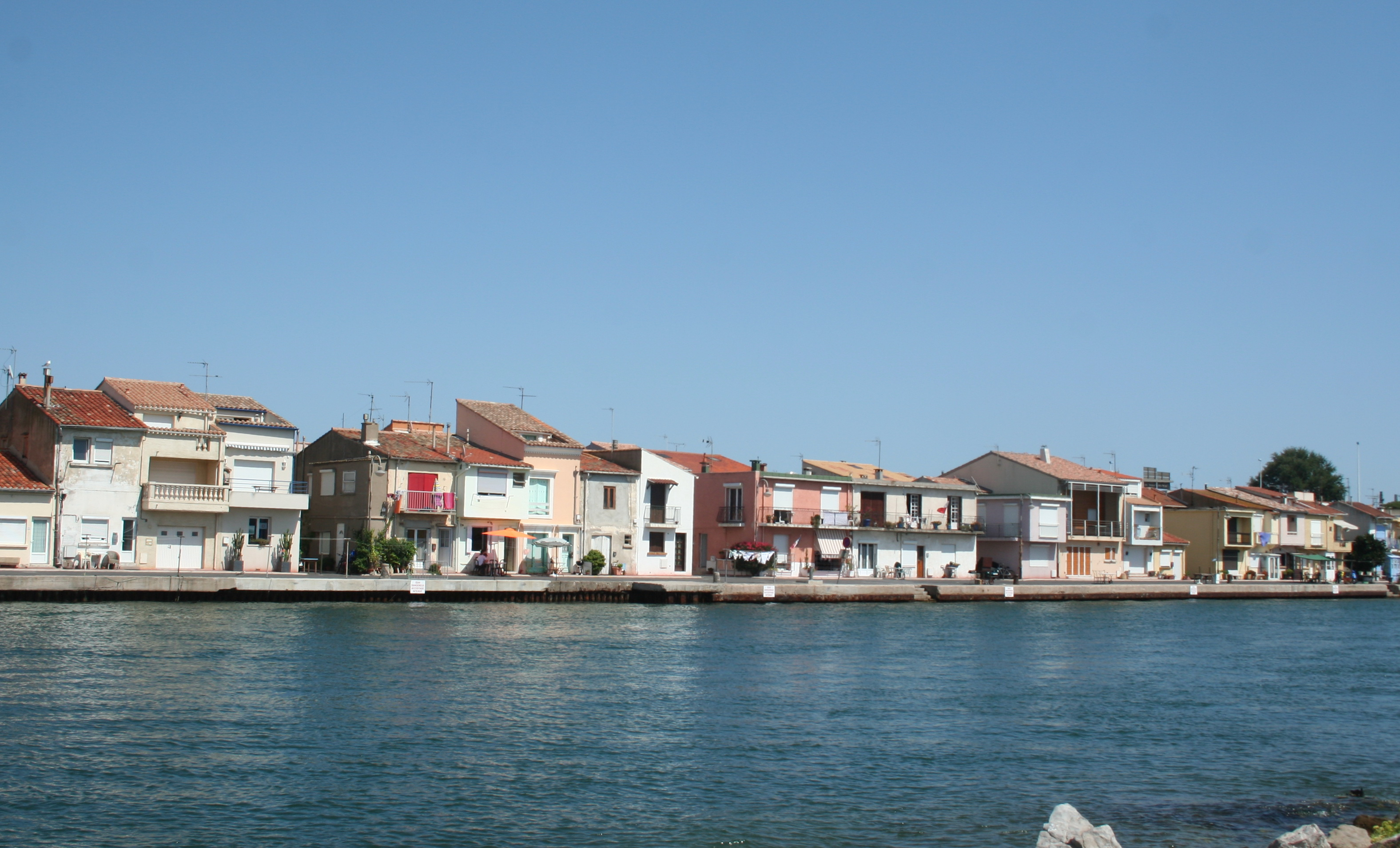
Sète

La Pointe courte is een Franse dramafilm uit 1955 onder regie van Agnès Varda.
Opnamen voor de film vonden plaats in het Zuid-Franse Sète.

## Verhaal
De film volgt het leven in een Frans vissersstad. Er sterft een kind en er komt een inspecteur op bezoek. Een inwoner is getrouwd met een vrouw uit Parijs. Het stel legt zich neer bij de veranderingen in hun relatie.

## Rolverdeling
| Acteur          | Personage |
| --------------- | --------- |
| Philippe Noiret | Hij       |
| Silvia Monfort  | Zij       |